# 樋口なづな
樋口 なづな（ひぐち なづな、2001年8月28日 - ）は、日本の元女性アイドルで、SUPER☆GiRLSの元メンバー。女性アイドルグループ「ROOKEY♡ROOKEYS」プロデューサー。
静岡県伊東市出身。元エイベックス・マネジメント所属。愛称は、なづち。

## 略歴
2018年8月、『SUPER☆GiRLS 超オーディション!!!！』のSHOWROOMルート部門に応募し、同年11月4日の公開最終審査でファイナリスト7名に選出。同年12月19日開催の『SUPER☆GiRLS 超LIVE 2018 8th DEBUT Anniversary 〜NEW GENERATIONS!!!!〜』で、SUPER☆GiRLS4期メンバーとしてグループ加入が発表された。
2019年6月7日に発売された『ヤングガンガン』12号に巻末ソログラビアとして初登場。「ピュア肌美少女」と紹介され、水着姿を初披露した。その後も、同年8月8日発売『週刊ヤングジャンプ』No.36・37合併特大号のグラビアに掲載されている。
2020年5月11日、3大アイドルフェスと呼ばれているライブイベント『@JAM EXPO 2020』のナビゲーターユニットるかりなのメンバーに選出されたことを発表し、シングル「Love tne World」を発売した。また、同年8月5日発売のSUPER☆GiRLSのシングル「明日を信じてみたいって思えるよ」では、シングルとしては自身初のセンターに選出された。
2022年10月10日開催の『SUPER☆GiRLS AUTUMN MiNi LiVE』で、同年12月末をもってグループを卒業することを発表した。2023年2月10日、メンバーの新型コロナウイルス感染により2022年の年末から公演延期となっていた卒業公演『SUPER☆GiRLS 青春の卒業式 〜ミンナニサチアレ!!〜』で最後のステージを終え、同15日付で事務所を退所した。

## 人物
SUPER☆GiRLSでのイメージカラー（超絶カラー）はジュエリー・ホワイト。グループ内では女子力担当とされ、チャームポイントは白い肌。「なづな」という名前は「白い心に育ってほしい」と名付けられた。その高い歌唱力には定評があり、YouTubeにおいては松浦亜弥他のカバー歌唱を披露。本人も将来の夢として「スパガの歌姫になること」としている。また、調理検定3級を持ち料理作りが得意なほか食品衛生責任者の資格も持つが、「主食は雲である」と述べている。『SUPER☆GiRLS 超オーディション!!!!』のSHOWROOMルートファイナリスト決定イベントでは、審査員でもあるプロデューサーのために朝5時起きで作ったというキャラ弁を持参し、話題になった。お菓子作りも得意で、マドレーヌを1ヶ月で3000個作ったというエピソードも披露されている。

## 作品

### 参加楽曲
- Love tne World（2020年8月25日、@JAM期間限定ユニット"るかりな" 名義）[22]

## 出演

### ライブ
- 樋口なづな ドッキドキ！ソロライブ （2019年11月22日、下北沢VOICE FACTORY)
- 樋口なづなソロオンラインライブ「明日を信じて」（2020年7月27日、オンライン（KeyStudio））[23]
- @JAM ONLINE FESTIVAL 2020（2020年8月30日、オンライン（Zepp DiverCity(TOKYO)）） - 「るかりな」として出演[24]
- 樋口なづなソロライブ 〜大人になりたくない？〜（2021年7月27日、パームス秋葉原）[25]
- 樋口なづなソロライブ なづなの日リバイバル公演 〜子供じゃないもん!twenty〜（2021年11月13日、パームス秋葉原）[26]
- 樋口なづな ソロライブ ノスタルジックティーパーティー（2022年7月27日、パームス秋葉原）[27]
- 樋口なづなソロライブ 〜I AM THE iDOL〜（2022年11月12日、パームス秋葉原）[28]
- 金澤有希 生誕祭 〜アイスも溶けちゃう Let's Party いえぇぇぇぇぇい〜（2023年4月28日、アキバステラキューブ） - 「なづ（マジカルロリポップ）」としてゲスト出演

### 舞台
- Girls Reading Theater『童話シリーズ』GW Special（2022年5月5日、浅草花劇場）[29]

### テレビ番組
- 全力坂（2021年7月14日・8月5日、EX）[30][31]

### ラジオ
- DJ Tomoaki's Radio Show!（2019年11月14日・2022年3月17日、下北FM） - アシスタントMC[32][33]

### WEB
- ABEMA BOATRACE CAMPUS クロちゃんとクルーちゃん（2022年4月1日 - 12月16日、ABEMA） - ボートレースガールズ[34][35]

### その他
- ガルポ！「SUPER☆GiRLS 樋口なづなのあなたのお嫁にしてください」（2020年11月29日 - 2021年5月30日、ハピネット・メディアマーケティング） - 連載[36]